# さわらびの湯
さわらびの湯（さわらびのゆ）は、埼玉県飯能市にある、飯能市営の日帰り入浴施設である。

## 泉質
- アルカリ性単純硫黄冷鉱泉

## 効能
- 筋⾁もしくは関節の慢性的な痛み⼜はこわばり
- 運動⿇痺によるこわばり
- 冷え性
- 末梢循環障害
- 胃腸機能の低下
- 軽症⾼⾎圧
- 糖尿病
- 軽い⾼コレステロール⾎症
- 軽い喘息⼜は肺気腫
- 痔の痛み
- ⾃律神経不安定症
- ストレスによる諸症状
- 病後回復期
- 疲労回復
- 健康増進[2]

※注 : 効能は万人にその効果を保証するものではない。

## 主な設備
- 大浴場、スチームサウナ、露天風呂
  - いずれも男女別
- 喫煙所
- 多目的トイレ （ベビーチェア、車椅子、オストメイト対応）
- 休憩施設（ラウンジ、大広間）
- 売店
- ソフトドリンク・アルコール販売自動販売機
- おみやげコーナー、弁当コーナー
  - 食堂の類いはなく、飲食物の持込可。弁当は販売数限定なので売り切れに注意
  - 平日[3]限定で「温泉＋お食事」宴会プランあり。予め問い合わせ・予約のこと

## 運営

### 指定管理者
- 指定管理者 : 名栗さわらびの湯 共同事業体 代表団体Fun Space株式会社[1]
- 期間       : 平成28年度 - 令和3年度(5年間)[1]

## アクセス
下記アクセスの所要時間は、シーズンオフ時の平日日中の場合の時間なので、あくまで参考とされたい。

### 鉄道・バス
- 西武池袋線・飯能駅北口から国際興業バス「名栗車庫・名郷・湯の沢」行きバスに乗車、「ノーラ名栗・さわらびの湯」下車。
- 西武池袋線・JR八高線・東飯能駅西口から上記国際興業バスに乗車。

ノーラ名栗・さわらびの湯経由便に乗車。飯能駅からの所要時間は約41分。ノーラ名栗・さわらびの湯非経由便も存在するため、注意が必要。非経由便の場合は「河又名栗湖入口」下車、徒歩5-10分。

### 自家用車
- 飯能市街より国道299号・県道70号・都県道53号を経由。有間ダム・秩父方面に分かれる「河又名栗湖入口交差点」を有間ダム方面へ。
- 秩父市内より国道299号・都県道53号・県道70号を経由。約50-60分ほど。
- 圏央道狭山日高インターチェンジから国道299号・県道70号・都県道53号を経由。インターから約30-40分。
- 圏央道青梅インターチェンジから都道44号（岩蔵街道）・都県道53号を経由。インターから約40-50分。

### タクシー
- 飯能駅北口・東飯能駅西口から約30-40分。